# Yushan Nijiati
Yushan Nijiati (uigurisch ئۈسەن نىجات Üsen Nijat, kasachisch Үсен Нижат, chinesisch 玉山·尼加提 Yùshān Níjiātí, * 1. Juli 1986 in Altay) ist ein ehemaliger chinesischer Boxer aus der Volksgruppe der Uiguren. Sein größter Erfolg war der Gewinn einer Bronzemedaille im Schwergewicht bei den Weltmeisterschaften 2007.

## Karriere
Der rund 1,88 m große Schwergewichtler boxte seit 2006 im chinesischen Nationalteam. Er wurde 2006 und 2007 chinesischer Meister und erkämpfte eine Bronzemedaille bei den Weltmeisterschaften 2007 in den USA. Nach Siegen gegen Brad Pitt (27:15), Yamiko Chinula (27:13), Ihab Darweesh (Abbruch durch Ringrichter) und József Darmos (28:11), verlor er erst im Halbfinale gegen Clemente Russo (11:19).
Er startete daraufhin bei den Olympischen Spielen 2008, wo er im ersten Kampf gegen Oleksandr Ussyk (4:23) unterlag. Einen weiteren Erfolg erzielte er mit dem Gewinn der Silbermedaille im Superschwergewicht bei den Militärweltspielen 2011 in Brasilien.